# Badmintonmeisterschaft von Hongkong 2019
Die Badmintonmeisterschaft von Hongkong des Jahres 2019 trug den vollständigen Namen Bank of China (Hong Kong) Hong Kong Annual Badminton Championships 2019 (chinesisch 2019 中銀香港全港羽毛球錦標賽).	

## Medaillengewinner
| Disziplin    | Gold                        | Silber                         | Bronze                      |
| ------------ | --------------------------- | ------------------------------ | --------------------------- |
| Herreneinzel | Ng Ka Long                  | Lee Cheuk Yiu                  | Tang Hoi Kit                |
| Herreneinzel | Ng Ka Long                  | Lee Cheuk Yiu                  | Chan Yin Chak               |
| Dameneinzel  | Cheung Ngan Yi              | Deng Xuan                      | Cheung Ying Mei             |
| Dameneinzel  | Cheung Ngan Yi              | Deng Xuan                      | Yip Pui Yin                 |
| Herrendoppel | Or Chin Chung Mak Hee Chun  | Law Cheuk Him Yeung Shing Choi | Lee Cheuk Yiu Chan Yin Chak |
| Herrendoppel | Or Chin Chung Mak Hee Chun  | Law Cheuk Him Yeung Shing Choi | Chow Hin Long Lee Chun Lai  |
| Damendoppel  | Ng Wing Yung Yeung Nga Ting | Yuen Sin Ying Ng Tsz Yau       | Yeung Pui Lam Leung Sze Lok |
| Damendoppel  | Ng Wing Yung Yeung Nga Ting | Yuen Sin Ying Ng Tsz Yau       | Wu Yi Ting Fan Ka Yan       |
| Mixed        | Tang Chun Man Tse Ying Suet | Chang Tak Ching Ng Wing Yung   | Tam Chun Hei Ng Tsz Yau     |
| Mixed        | Tang Chun Man Tse Ying Suet | Chang Tak Ching Ng Wing Yung   | Mak Hee Chun Chau Hoi Wah   |

## Referenzen
- https://www.hkbadmintonassn.org.hk/files/pdf/c-result/result_hka2019.pdf